# كلايتون مور
كلايتون مور (بالإنجليزية: Clayton Moore) هو ممثل أمريكي، ولد في 14 سبتمبر 1914 بشيكاغو في الولايات المتحدة، وتوفي في 28 ديسمبر 1999 في الولايات المتحدة بسبب نوبة قلبية.

## أعمال

### أفلام
- (1941) سيدة دولية

## وصلات خارجية
- كلايتون مور على موقع IMDb (الإنجليزية)
- كلايتون مور على موقع ألو سيني (الفرنسية)
- كلايتون مور على موقع أول موفي (الإنجليزية)
- كلايتون مور على موقع قاعدة بيانات الأفلام السويدية (السويدية)
- كلايتون مور على موقع إن إن دي بي (الإنجليزية)
- كلايتون مور على موقع قاعدة بيانات الفيلم (الإنجليزية)
- كلايتون مور على موقع كينوبويسك (الروسية)